# Staurois guttatus
Staurois guttatus är en groddjursart som först beskrevs av Günther 1858.  Staurois guttatus ingår i släktet Staurois och familjen egentliga grodor. Inga underarter finns listade i Catalogue of Life.